# Diego Godín
Diego Roberto Godín Leal (Rosario, 16 febbraio 1986) è un ex calciatore uruguaiano, di ruolo difensore.
Considerato tra i migliori difensori della sua generazione, è primatista di presenze della nazionale uruguaiana con 161 gare disputate.

## Biografia
È sposato con Sofía Herrera, figlia dell'ex calciatore dell'Uruguay e del Cagliari José Oscar Herrera.

## Caratteristiche tecniche
È un difensore centrale dotato di grande fisicità, abile nel gioco aereo, che ha inoltre ottime abilità nel tackle e nell'anticipo. Alle doti tecniche abbina una riconosciuta capacità di leadership, che ne fa un punto di riferimento naturale per i suoi compagni.

## Carriera

### Club

#### Esordi in Uruguay e Villarreal
Cresciuto nelle giovanili del Defensor Sporting, esordisce nel Cerro, dove resta dal 2003 al 2006. Nella stagione 2006-2007 milita nel Nacional, prima di approdare l'anno successivo al Villarreal. In Spagna trascorre tre stagioni, facendo l'esordio nelle competizioni UEFA.

#### Atlético Madrid

##### 2010-2015
Il 4 agosto 2010 firma un contratto quinquennale con l'Atlético Madrid. Già nella prima stagione conquista il posto da titolare, vincendo la Supercoppa UEFA contro l'Inter ad agosto per 2-0.
Nel 2011-2012 è tra i protagonisti del successo finale in UEFA Europa League, giocando la finale vinta contro l'Athletic Bilbao per 3-0. Intanto il 22 aprile 2012 segna il suo primo gol nella gara casalinga contro l'Espanyol.
La stagione 2012-2013 inizia con un'altra vittoria in Supercoppa UEFA, questa volta ai danni del Chelsea per 4-1. A maggio arriva pure il successo in Coppa del Re, grazie al 2-1 ottenuto contro il Real Madrid nei tempi supplementari.
Nel 2013-2014, all'ultima giornata di campionato, Godín realizza il gol del pareggio contro il Barcellona al Camp Nou (1-1) che permette all'Atlético, dopo 18 anni, di tornare a laurearsi campione di Spagna. L'uruguaiano segna anche in finale di Champions League contro il Real Madrid ma i Colchoneros vengono prima raggiunti dal gol di Sergio Ramos a tempo ormai scaduto e poi battuti nei supplementari. A fine anno Godín colleziona complessivamente 51 partite e 8 reti.

##### 2015-2019

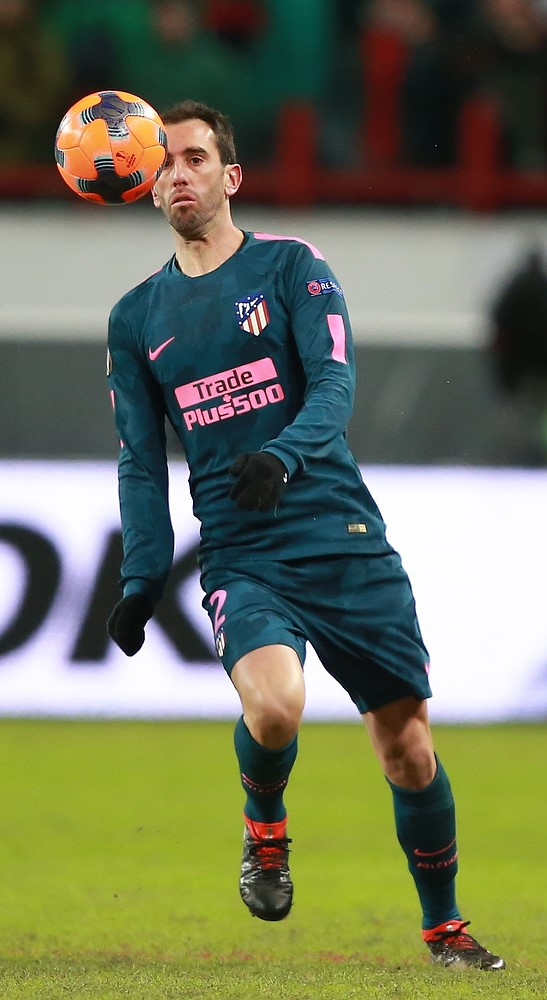
Godín con l'Atlético Madrid nel 2018

La stagione 2014-2015 si apre con la vittoria in Supercoppa spagnola contro il Real Madrid, con i Colchoneros capaci di imporsi con il punteggio di 2-1 (pareggio per 1-1 all'andata e vittoria per 1-0 al ritorno). Il 9 gennaio 2015 viene inserito dall'UEFA nella squadra ideale dell'anno 2014.
Nel 2015-2016 diventa il calciatore uruguaiano con più presenze in Primera División.
Il 24 ottobre 2016 a Valencia, in occasione della cerimonia dei Premi LFP, Godín viene premiato come miglior difensore della Liga. Nel 2017 supera Luis Amaranto Perea come straniero con più presenze nell'Atlético Madrid. Nella stagione 2017-2018 vince la sua seconda UEFA Europa League, sconfiggendo in finale l'Olympique Marsiglia per 3-0.
Il 15 agosto 2018, vincendo per 4-2 ai tempi supplementari la finale di Supercoppa UEFA contro il Real Madrid, diventa il secondo giocatore più titolato nella storia dell'Atlético Madrid. La stagione 2018-2019 è anche l'ultima per Godín con il club biancorosso.

#### Inter
Dopo la scelta di non rinnovare il contratto in scadenza con l'Atlético Madrid, il 1º luglio 2019 viene ufficializzato il suo passaggio a parametro zero all'Inter. Esordisce in Serie A il 1º settembre successivo nella trasferta di Cagliari vinta per 2-1. Dopo un inizio difficile, dovuto anche alle difficoltà ad adattarsi alla difesa a 3 di Antonio Conte, si guadagna la titolarità al posto di Milan Škriniar, tanto che il 13 luglio 2020 segna la sua prima rete con la maglia nerazzurra nel 3-1 al Torino. Il 21 agosto va a segno nella finale di Europa League persa contro il Siviglia per 2-3, diventando il sesto giocatore a segnare sia in finale di Champions League che di Europa League. Chiude la stagione in nerazzurro con 36 presenze e 2 reti tra tutte le competizioni.

#### Cagliari
Fuori dai piani tecnici di Antonio Conte per la stagione 2020-2021, il 24 settembre 2020 passa a titolo gratuito al Cagliari, firmando un contratto triennale. All'esordio con la maglia rossoblù il 4 ottobre successivo mette a segno una rete nella sconfitta con l'Atalanta per 2-5. Questa è stata l'unica rete stagionale per lui, che è stato titolare della retroguardia dei rossoblù nell'arco della stagione, conclusa con la salvezza nel finale di stagione.
L'anno successivo i sardi vivono nuovamente una stagione difficile, con Godín che in dicembre viene messo ai margini della rosa, fin quando, il 12 gennaio 2022, risolve il contratto con la società sarda.

#### Atlético Mineiro
Lo stesso giorno firma un contratto annuale con l'Atlético Mineiro. Il 20 giugno 2022 rescinde il contratto dopo aver giocato appena 9 partite e segnato 1 gol in tutte le competizioni.

#### Velez Sarsfield, primo ritiro e Porongos
Il giorno dopo si accorda fino al 31 dicembre 2023 con il Vélez Sarsfield.
Esordisce per la prima volta il 12 luglio in occasione del match contro il Colon. Sigla la sua prima rete in veste bianco blu nella partita contro il Godoy Cruz, terminata 1-1.
Il 30 luglio 2023 gioca la sua ultima partita con la maglia degli argentini, annunciando il ritiro dal calcio giocato a 37 anni.
Il 20 febbraio 2024, annuncia il suo ritorno in campo con il Porongos, formazione amatoriale uruguaiana, con cui firma fino al termine della stagione, vincendo prima del suo definitivo ritiro, la Copa El Pais.

### Nazionale

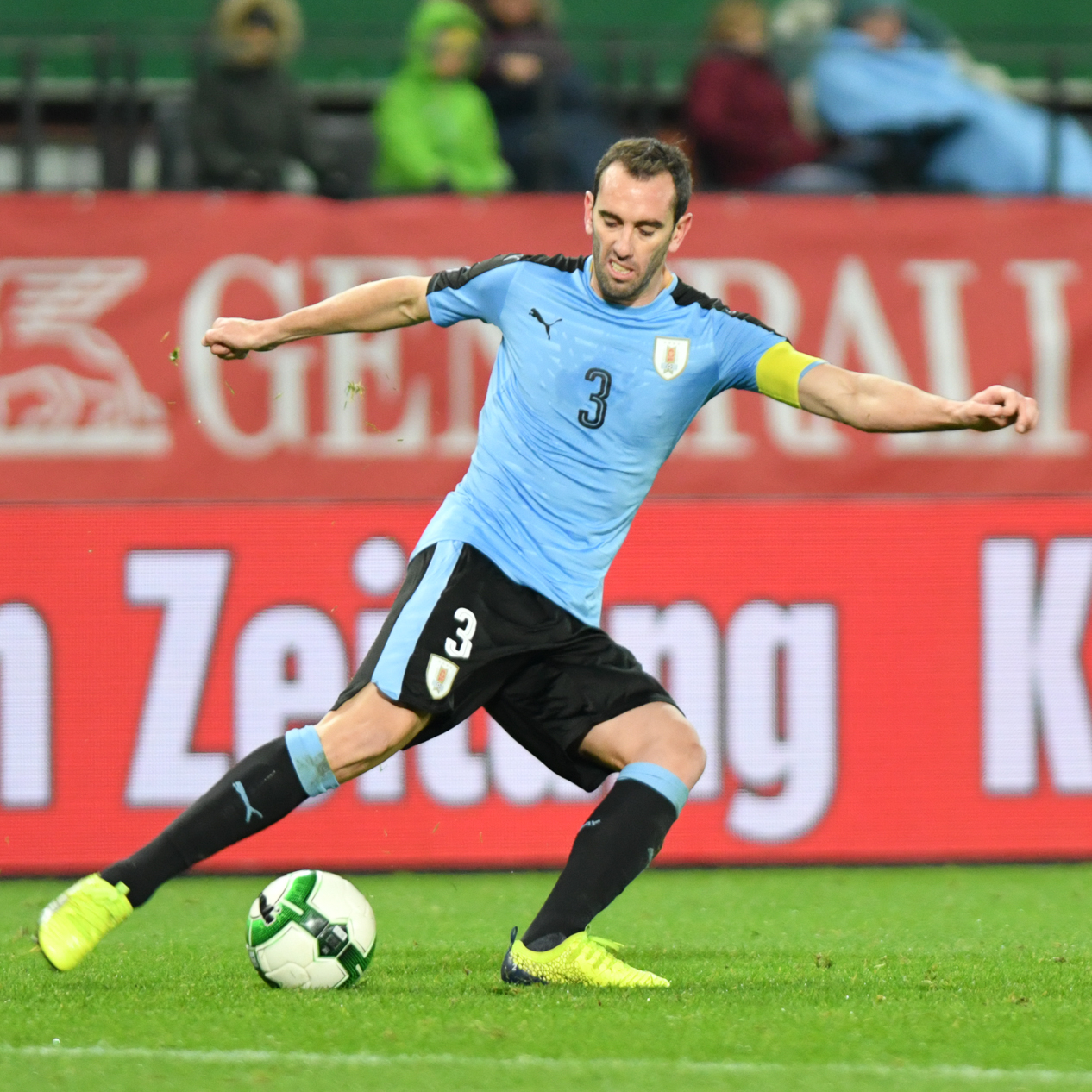
Godín con la nazionale uruguaiana nel 2017

Esordisce con la maglia della nazionale uruguaiana all'età di 19 anni, in occasione di un'amichevole contro il Messico nel 2005. Realizza la sua prima rete con la Celeste il 27 maggio 2006 nell'amichevole contro la nazionale serbomontenegrina (1-1). Nel 2007 gioca la Copa América 2007, il suo primo torneo internazionale.
Nel 2010 partecipa al campionato mondiale in Sudafrica, nel quale raggiunge la semifinale poi persa contro l'Olanda (2-3). A fine torneo l'Uruguay si piazza quarto, perdendo contro la Germania nella finale per il terzo e quarto posto. Nel 2011 vince con l'Uruguay la Copa América giocata in Argentina, con la Celeste che in finale si impone per 3-0 sul Paraguay. Nel 2013 partecipa alla Confederations Cup, con gli uruguaiani che si classificano quarti.
Nel 2014 prende parte anche al campionato mondiale in Brasile; nell'ultima gara del girone contro l'Italia, Godín realizza il gol decisivo che permette all'Uruguay di andare agli ottavi di finale, dove viene eliminato dalla Colombia.
Divenuto capitano della Celeste, è convocato per la Coppa America 2015 organizzata in Cile. L'Uruguay viene però eliminato ai quarti di finale dalla nazionale cilena padrone di casa. Viene convocato anche per la Copa América Centenario negli Stati Uniti, ma la spedizione si conclude con una deludente eliminazione della fase a gironi.
Nel 2018 prende parte al campionato mondiale giocato in Russia. L'Uruguay supera il Portogallo negli ottavi, ma esce sconfitto ai quarti di finale contro la Francia poi campione del mondo. Il 25 marzo 2019, in occasione della vittoria della Celeste contro la Thailandia in amichevole, Godín diventa il calciatore con più presenze nella storia della nazionale uruguaiana. È convocato anche per la Copa América del 2019 in Brasile, dove la Celeste viene eliminata ai quarti di finale contro il Perù dopo i calci di rigore.
Nel 2022 gioca il suo quarto Mondiale in Qatar, da capitano, tuttavia la propria nazionale viene eliminata alla fase a gironi. Al termine della competizione conclude la sua esperienza con la celeste, dopo 161 partite e 8 reti nell'arco di 17 anni.

## Statistiche

### Presenze e reti nei club
| Stagione               | Squadra                | Campionato             | Campionato | Campionato | Coppe nazionali | Coppe nazionali | Coppe nazionali | Coppe continentali | Coppe continentali | Coppe continentali | Altre coppe | Altre coppe | Altre coppe | Totale | Totale |
| Stagione               | Squadra                | Comp                   | Pres       | Reti       | Comp            | Pres            | Reti            | Comp               | Pres               | Reti               | Comp        | Pres        | Reti        | Pres   | Reti   |
| ---------------------- | ---------------------- | ---------------------- | ---------- | ---------- | --------------- | --------------- | --------------- | ------------------ | ------------------ | ------------------ | ----------- | ----------- | ----------- | ------ | ------ |
| 2003                   | Cerro                  | PD                     | 2          | 0          | -               | -               | -               | -                  | -                  | -                  | -           | -           | -           | 2      | 0      |
| 2004                   | Cerro                  | PD                     | 14         | 0          | -               | -               | -               | -                  | -                  | -                  | -           | -           | -           | 14     | 0      |
| 2005                   | Cerro                  | PD                     | 17         | 1          | -               | -               | -               | -                  | -                  | -                  | -           | -           | -           | 17     | 1      |
| 2005-2006              | Cerro                  | PD                     | 30         | 5          | LPL             | 4               | 0               | -                  | -                  | -                  | -           | -           | -           | 34     | 5      |
| Totale Cerro           | Totale Cerro           | Totale Cerro           | 63         | 6          |                 | 4               | 0               |                    | -                  | -                  |             | -           | -           | 67     | 6      |
| 2006-2007              | Nacional               | PD                     | 26         | 0          | LPL             | 0               | 0               | CL+CS              | 10+6               | 2+0                | -           | -           | -           | 42     | 2      |
| 2007-2008              | Villarreal             | PD                     | 24         | 1          | CR              | 3               | 0               | CU                 | 7                  | 0                  | -           | -           | -           | 34     | 1      |
| 2008-2009              | Villarreal             | PD                     | 31         | 0          | CR              | 0               | 0               | UCL                | 7                  | 0                  | -           | -           | -           | 38     | 0      |
| 2009-2010              | Villarreal             | PD                     | 36         | 3          | CR              | 2               | 0               | UEL                | 6                  | 0                  | -           | -           | -           | 44     | 3      |
| Totale Villarreal      | Totale Villarreal      | Totale Villarreal      | 91         | 4          |                 | 5               | 0               |                    | 20                 | 0                  |             | -           | -           | 116    | 4      |
| 2010-2011              | Atlético Madrid        | PD                     | 25         | 0          | CR              | 1               | 1               | UEL                | 3                  | 1                  | SU          | 1           | 0           | 30     | 2      |
| 2011-2012              | Atlético Madrid        | PD                     | 27         | 2          | CR              | 1               | 0               | UEL                | 13                 | 1                  | -           | -           | -           | 41     | 3      |
| 2012-2013              | Atlético Madrid        | PD                     | 35         | 1          | CR              | 5               | 0               | UEL                | 1                  | 0                  | SU          | 1           | 0           | 42     | 1      |
| 2013-2014              | Atlético Madrid        | PD                     | 34         | 4          | CR              | 5               | 2               | UCL                | 10                 | 2                  | SS          | 2           | 0           | 51     | 8      |
| 2014-2015              | Atlético Madrid        | PD                     | 34         | 3          | CR              | 3               | 0               | UCL                | 9                  | 1                  | SS          | 2           | 0           | 48     | 4      |
| 2015-2016              | Atlético Madrid        | PD                     | 31         | 1          | CR              | 3               | 0               | UCL                | 12                 | 0                  | -           | -           | -           | 46     | 1      |
| 2016-2017              | Atlético Madrid        | PD                     | 31         | 3          | CR              | 5               | 0               | UCL                | 11                 | 0                  | -           | -           | -           | 47     | 3      |
| 2017-2018              | Atlético Madrid        | PD                     | 30         | 0          | CR              | 3               | 1               | UCL+UEL            | 4+8                | 0                  | -           | -           | -           | 45     | 1      |
| 2018-2019              | Atlético Madrid        | PD                     | 30         | 3          | CR              | 2               | 0               | UCL                | 6                  | 1                  | SU          | 1           | 0           | 39     | 4      |
| Totale Atlético Madrid | Totale Atlético Madrid | Totale Atlético Madrid | 277        | 17         |                 | 28              | 4               |                    | 77                 | 6                  |             | 7           | 0           | 389    | 27     |
| 2019-2020              | Inter                  | A                      | 23         | 1          | CI              | 2               | 0               | UCL+UEL            | 5+6                | 0+1                | -           | -           | -           | 36     | 2      |
| 2020-2021              | Cagliari               | A                      | 28         | 1          | CI              | 0               | 0               | -                  | -                  | -                  | -           | -           | -           | 28     | 1      |
| 2021-gen. 2022         | Cagliari               | A                      | 11         | 0          | CI              | 1               | 0               | -                  | -                  | -                  | -           | -           | -           | 12     | 0      |
| Totale Cagliari        | Totale Cagliari        | Totale Cagliari        | 39         | 1          |                 | 1               | 0               |                    | -                  | -                  |             | -           | -           | 40     | 1      |
| gen.-giu. 2022         | Atlético Mineiro       | M1/MG+A                | 4+1        | 1+0        | CB              | 1               | 0               | CL                 | 2                  | 0                  | SB          | 1           | 0           | 9      | 1      |
| giu.-dic. 2022         | Vélez Sarsfield        | PD                     | 6          | 1          | CA+CP           | 0               | 0               | CL                 | 2                  | 0                  | -           | -           | -           | 8      | 1      |
| gen.-lug. 2023         | Vélez Sarsfield        | PD                     | 13         | 0          | CA              | 1               | 0               | -                  | -                  | -                  | -           | -           | -           | 14     | 0      |
| Totale Velez Sarsfield | Totale Velez Sarsfield | Totale Velez Sarsfield | 19         | 1          |                 | 1               | 0               |                    | 2                  | 0                  |             | -           | -           | 22     | 1      |
| Totale Carriera        | Totale Carriera        | Totale Carriera        | 542+1      | 31         |                 | 42              | 4               |                    | 128                | 9                  |             | 8           | 0           | 721    | 44     |

### Cronologia presenze e reti in nazionale
| Cronologia completa delle presenze e delle reti in nazionale ― Uruguay | Cronologia completa delle presenze e delle reti in nazionale ― Uruguay | Cronologia completa delle presenze e delle reti in nazionale ― Uruguay | Cronologia completa delle presenze e delle reti in nazionale ― Uruguay | Cronologia completa delle presenze e delle reti in nazionale ― Uruguay | Cronologia completa delle presenze e delle reti in nazionale ― Uruguay | Cronologia completa delle presenze e delle reti in nazionale ― Uruguay | Cronologia completa delle presenze e delle reti in nazionale ― Uruguay |
| Data                                                                   | Città                                                                  | In casa                                                                | Risultato                                                              | Ospiti                                                                 | Competizione                                                           | Reti                                                                   | Note                                                                   |
| ---------------------------------------------------------------------- | ---------------------------------------------------------------------- | ---------------------------------------------------------------------- | ---------------------------------------------------------------------- | ---------------------------------------------------------------------- | ---------------------------------------------------------------------- | ---------------------------------------------------------------------- | ---------------------------------------------------------------------- |
| 26-10-2005                                                             | Guadalajara                                                            | Messico                                                                | 3 – 1                                                                  | Uruguay                                                                | Amichevole                                                             | -                                                                      | 67’                                                                    |
| 1-3-2006                                                               | Liverpool                                                              | Inghilterra                                                            | 2 – 1                                                                  | Uruguay                                                                | Amichevole                                                             | -                                                                      |                                                                        |
| 21-5-2006                                                              | East Rutherford                                                        | Uruguay                                                                | 1 – 0                                                                  | Irlanda del Nord                                                       | Amichevole                                                             | -                                                                      |                                                                        |
| 23-5-2006                                                              | Los Angeles                                                            | Uruguay                                                                | 2 – 0                                                                  | Romania                                                                | Amichevole                                                             | -                                                                      | 34’                                                                    |
| 27-5-2006                                                              | Belgrado                                                               | Serbia e Montenegro                                                    | 1 – 1                                                                  | Uruguay                                                                | Amichevole                                                             | 1                                                                      |                                                                        |
| 30-5-2006                                                              | Radès                                                                  | Libia                                                                  | 1 – 2                                                                  | Uruguay                                                                | LG Cup 2006 (Tunisia) - Semifinale                                     | -                                                                      |                                                                        |
| 2-6-2006                                                               | Radès                                                                  | Tunisia                                                                | 0 – 0                                                                  | Uruguay                                                                | LG Cup 2006 (Tunisia) - Finale                                         | -                                                                      |                                                                        |
| 16-8-2006                                                              | Alessandria d'Egitto                                                   | Egitto                                                                 | 0 – 2                                                                  | Uruguay                                                                | Amichevole                                                             | 1                                                                      |                                                                        |
| 18-10-2006                                                             | Montevideo                                                             | Uruguay                                                                | 4 – 0                                                                  | Venezuela                                                              | Amichevole                                                             | 1                                                                      | 16’                                                                    |
| 15-11-2006                                                             | Tbilisi                                                                | Georgia                                                                | 2 – 0                                                                  | Uruguay                                                                | Amichevole                                                             | -                                                                      |                                                                        |
| 7-2-2007                                                               | Cúcuta                                                                 | Colombia                                                               | 1 – 3                                                                  | Uruguay                                                                | Amichevole                                                             | -                                                                      |                                                                        |
| 26-6-2007                                                              | Mérida                                                                 | Uruguay                                                                | 0 – 3                                                                  | Perù                                                                   | Coppa America 2007 - 1º turno                                          | -                                                                      |                                                                        |
| 30-6-2007                                                              | San Cristóbal                                                          | Uruguay                                                                | 1 – 0                                                                  | Bolivia                                                                | Coppa America 2007 - 1º turno                                          | -                                                                      | 89’                                                                    |
| 7-7-2007                                                               | San Cristóbal                                                          | Venezuela                                                              | 1 – 4                                                                  | Uruguay                                                                | Coppa America 2007 - Quarti di finale                                  | -                                                                      | 89’                                                                    |
| 12-9-2007                                                              | Johannesburg                                                           | Sudafrica                                                              | 0 – 0                                                                  | Uruguay                                                                | Amichevole                                                             | -                                                                      |                                                                        |
| 13-10-2007                                                             | Montevideo                                                             | Uruguay                                                                | 5 – 0                                                                  | Bolivia                                                                | Qual. Mondiali 2010                                                    | -                                                                      |                                                                        |
| 17-10-2007                                                             | Asunción                                                               | Paraguay                                                               | 1 – 0                                                                  | Uruguay                                                                | Qual. Mondiali 2010                                                    | -                                                                      |                                                                        |
| 18-11-2007                                                             | Montevideo                                                             | Uruguay                                                                | 2 – 2                                                                  | Cile                                                                   | Qual. Mondiali 2010                                                    | -                                                                      |                                                                        |
| 21-11-2007                                                             | San Paolo                                                              | Brasile                                                                | 2 – 1                                                                  | Uruguay                                                                | Qual. Mondiali 2010                                                    | -                                                                      |                                                                        |
| 6-2-2008                                                               | Montevideo                                                             | Uruguay                                                                | 2 – 2                                                                  | Colombia                                                               | Amichevole                                                             | -                                                                      |                                                                        |
| 25-5-2008                                                              | Bochum                                                                 | Turchia                                                                | 2 – 3                                                                  | Uruguay                                                                | Amichevole                                                             | -                                                                      |                                                                        |
| 28-5-2008                                                              | Oslo                                                                   | Norvegia                                                               | 2 – 2                                                                  | Uruguay                                                                | Amichevole                                                             | -                                                                      |                                                                        |
| 14-6-2008                                                              | Montevideo                                                             | Uruguay                                                                | 1 – 1                                                                  | Venezuela                                                              | Qual. Mondiali 2010                                                    | -                                                                      |                                                                        |
| 17-6-2008                                                              | Montevideo                                                             | Uruguay                                                                | 6 – 0                                                                  | Perù                                                                   | Qual. Mondiali 2010                                                    | -                                                                      | 16’                                                                    |
| 6-9-2008                                                               | Bogotà                                                                 | Colombia                                                               | 0 – 1                                                                  | Uruguay                                                                | Qual. Mondiali 2010                                                    | -                                                                      |                                                                        |
| 10-9-2008                                                              | Montevideo                                                             | Uruguay                                                                | 0 – 0                                                                  | Ecuador                                                                | Qual. Mondiali 2010                                                    | -                                                                      |                                                                        |
| 11-10-2008                                                             | Buenos Aires                                                           | Argentina                                                              | 2 – 1                                                                  | Uruguay                                                                | Qual. Mondiali 2010                                                    | -                                                                      | 32’                                                                    |
| 19-11-2008                                                             | Saint-Denis                                                            | Francia                                                                | 0 – 0                                                                  | Uruguay                                                                | Amichevole                                                             | -                                                                      | 18’                                                                    |
| 11-2-2009                                                              | Tripoli                                                                | Libia                                                                  | 2 – 3                                                                  | Uruguay                                                                | Amichevole                                                             | -                                                                      | 81’                                                                    |
| 28-3-2009                                                              | Montevideo                                                             | Uruguay                                                                | 2 – 0                                                                  | Paraguay                                                               | Qual. Mondiali 2010                                                    | -                                                                      | 81’                                                                    |
| 1-4-2009                                                               | Santiago del Cile                                                      | Cile                                                                   | 0 – 0                                                                  | Uruguay                                                                | Qual. Mondiali 2010                                                    | -                                                                      |                                                                        |
| 6-6-2009                                                               | Montevideo                                                             | Uruguay                                                                | 0 – 4                                                                  | Brasile                                                                | Qual. Mondiali 2010                                                    | -                                                                      |                                                                        |
| 10-6-2009                                                              | Puerto Ordaz                                                           | Venezuela                                                              | 2 – 2                                                                  | Uruguay                                                                | Qual. Mondiali 2010                                                    | -                                                                      |                                                                        |
| 12-8-2009                                                              | Algeri                                                                 | Algeria                                                                | 1 – 0                                                                  | Uruguay                                                                | Amichevole                                                             | -                                                                      | 75’                                                                    |
| 5-9-2009                                                               | Lima                                                                   | Perù                                                                   | 1 – 0                                                                  | Uruguay                                                                | Qual. Mondiali 2010                                                    | -                                                                      | 89’                                                                    |
| 14-11-2009                                                             | San José                                                               | Costa Rica                                                             | 0 – 1                                                                  | Uruguay                                                                | Qual. Mondiali 2010                                                    | -                                                                      | 55’                                                                    |
| 18-11-2009                                                             | Montevideo                                                             | Uruguay                                                                | 1 – 1                                                                  | Costa Rica                                                             | Qual. Mondiali 2010                                                    | -                                                                      |                                                                        |
| 3-3-2010                                                               | San Gallo                                                              | Svizzera                                                               | 1 – 3                                                                  | Uruguay                                                                | Amichevole                                                             | -                                                                      |                                                                        |
| 26-5-2010                                                              | Montevideo                                                             | Uruguay                                                                | 4 – 1                                                                  | Israele                                                                | Amichevole                                                             | -                                                                      |                                                                        |
| 11-6-2010                                                              | Città del Capo                                                         | Uruguay                                                                | 0 – 0                                                                  | Francia                                                                | Mondiali 2010 - 1º turno                                               | -                                                                      |                                                                        |
| 16-6-2010                                                              | Pretoria                                                               | Sudafrica                                                              | 0 – 3                                                                  | Uruguay                                                                | Mondiali 2010 - 1º turno                                               | -                                                                      |                                                                        |
| 26-6-2010                                                              | Port Elizabeth                                                         | Uruguay                                                                | 2 – 1                                                                  | Corea del Sud                                                          | Mondiali 2010 - Ottavi di finale                                       | -                                                                      | 46’                                                                    |
| 6-7-2010                                                               | Città del Capo                                                         | Uruguay                                                                | 2 – 3                                                                  | Paesi Bassi                                                            | Mondiali 2010 - Semifinale                                             | -                                                                      |                                                                        |
| 10-7-2010                                                              | Port Elizabeth                                                         | Uruguay                                                                | 2 – 3                                                                  | Germania                                                               | Mondiali 2010 - Finale 3º posto                                        | -                                                                      |                                                                        |
| 29-3-2011                                                              | Dublino                                                                | Irlanda                                                                | 2 – 3                                                                  | Uruguay                                                                | Amichevole                                                             | -                                                                      |                                                                        |
| 29-5-2011                                                              | Sinsheim                                                               | Germania                                                               | 2 – 1                                                                  | Uruguay                                                                | Amichevole                                                             | -                                                                      |                                                                        |
| 8-6-2011                                                               | Montevideo                                                             | Uruguay                                                                | 1 – 1 (4 – 3 dtr)                                                      | Paesi Bassi                                                            | Amichevole                                                             | -                                                                      |                                                                        |
| 24-7-2011                                                              | Buenos Aires                                                           | Uruguay                                                                | 3 – 0                                                                  | Paraguay                                                               | Coppa America 2011 - Finale                                            | -                                                                      | 88’                                                                    |
| 2-9-2011                                                               | Charkiv                                                                | Ucraina                                                                | 2 – 3                                                                  | Uruguay                                                                | Amichevole                                                             | -                                                                      |                                                                        |
| 7-10-2011                                                              | Montevideo                                                             | Uruguay                                                                | 4 – 2                                                                  | Bolivia                                                                | Qual. Mondiali 2014                                                    | -                                                                      |                                                                        |
| 11-10-2011                                                             | Asunción                                                               | Paraguay                                                               | 1 – 1                                                                  | Uruguay                                                                | Qual. Mondiali 2014                                                    | -                                                                      | 18’                                                                    |
| 11-11-2011                                                             | Montevideo                                                             | Uruguay                                                                | 4 – 0                                                                  | Cile                                                                   | Qual. Mondiali 2014                                                    | -                                                                      |                                                                        |
| 15-11-2011                                                             | Roma                                                                   | Italia                                                                 | 0 – 1                                                                  | Uruguay                                                                | Amichevole                                                             | -                                                                      |                                                                        |
| 29-2-2012                                                              | Bucarest                                                               | Romania                                                                | 1 – 1                                                                  | Uruguay                                                                | Amichevole                                                             | -                                                                      | 78’                                                                    |
| 25-5-2012                                                              | Mosca                                                                  | Russia                                                                 | 1 – 1                                                                  | Uruguay                                                                | Amichevole                                                             | -                                                                      |                                                                        |
| 2-6-2012                                                               | Montevideo                                                             | Uruguay                                                                | 1 – 1                                                                  | Venezuela                                                              | Qual. Mondiali 2014                                                    | -                                                                      |                                                                        |
| 10-6-2012                                                              | Montevideo                                                             | Uruguay                                                                | 4 – 2                                                                  | Perù                                                                   | Qual. Mondiali 2014                                                    | -                                                                      |                                                                        |
| 15-8-2012                                                              | Le Havre                                                               | Francia                                                                | 0 – 0                                                                  | Uruguay                                                                | Amichevole                                                             | -                                                                      |                                                                        |
| 7-9-2012                                                               | Barranquilla                                                           | Colombia                                                               | 4 – 0                                                                  | Uruguay                                                                | Qual. Mondiali 2014                                                    | -                                                                      |                                                                        |
| 11-9-2012                                                              | Montevideo                                                             | Uruguay                                                                | 1 – 1                                                                  | Ecuador                                                                | Qual. Mondiali 2014                                                    | -                                                                      |                                                                        |
| 12-10-2012                                                             | Mendoza                                                                | Argentina                                                              | 3 – 0                                                                  | Uruguay                                                                | Qual. Mondiali 2014                                                    | -                                                                      | 79’                                                                    |
| 14-11-2012                                                             | Danzica                                                                | Polonia                                                                | 1 – 3                                                                  | Uruguay                                                                | Amichevole                                                             | -                                                                      |                                                                        |
| 6-2-2013                                                               | Doha                                                                   | Spagna                                                                 | 3 – 1                                                                  | Uruguay                                                                | Amichevole                                                             | -                                                                      |                                                                        |
| 22-3-2013                                                              | Montevideo                                                             | Uruguay                                                                | 1 – 1                                                                  | Paraguay                                                               | Qual. Mondiali 2014                                                    | -                                                                      | 36’                                                                    |
| 26-3-2013                                                              | Santiago del Cile                                                      | Cile                                                                   | 2 – 0                                                                  | Uruguay                                                                | Qual. Mondiali 2014                                                    | -                                                                      |                                                                        |
| 11-6-2013                                                              | Puerto Ordaz                                                           | Venezuela                                                              | 0 – 1                                                                  | Uruguay                                                                | Qual. Mondiali 2014                                                    | -                                                                      |                                                                        |
| 16-6-2013                                                              | Recife                                                                 | Spagna                                                                 | 2 – 1                                                                  | Uruguay                                                                | Conf. Cup 2013 - 1º turno                                              | -                                                                      |                                                                        |
| 20-6-2013                                                              | Salvador                                                               | Nigeria                                                                | 1 – 2                                                                  | Uruguay                                                                | Conf. Cup 2013 - 1º turno                                              | -                                                                      |                                                                        |
| 26-6-2013                                                              | Belo Horizonte                                                         | Brasile                                                                | 2 – 1                                                                  | Uruguay                                                                | Conf. Cup 2013 - Semifinale                                            | -                                                                      |                                                                        |
| 30-6-2013                                                              | Salvador                                                               | Uruguay                                                                | 2 – 2 dts (2 – 3 dtr)                                                  | Italia                                                                 | Conf. Cup 2013 - Finale 3º posto                                       | -                                                                      |                                                                        |
| 14-8-2013                                                              | Rifu                                                                   | Giappone                                                               | 2 – 4                                                                  | Uruguay                                                                | Amichevole                                                             | -                                                                      | 80’                                                                    |
| 6-9-2013                                                               | Lima                                                                   | Perù                                                                   | 1 – 2                                                                  | Uruguay                                                                | Qual. Mondiali 2014                                                    | -                                                                      | 47’                                                                    |
| 11-10-2013                                                             | Quito                                                                  | Ecuador                                                                | 1 – 0                                                                  | Uruguay                                                                | Qual. Mondiali 2014                                                    | -                                                                      |                                                                        |
| 15-10-2013                                                             | Montevideo                                                             | Uruguay                                                                | 3 – 2                                                                  | Argentina                                                              | Qual. Mondiali 2014                                                    | -                                                                      |                                                                        |
| 13-11-2013                                                             | Amman                                                                  | Giordania                                                              | 0 – 5                                                                  | Uruguay                                                                | Qual. Mondiali 2014                                                    | -                                                                      |                                                                        |
| 20-11-2013                                                             | Montevideo                                                             | Uruguay                                                                | 0 – 0                                                                  | Giordania                                                              | Qual. Mondiali 2014                                                    | -                                                                      | 90+2’                                                                  |
| 5-3-2014                                                               | Klagenfurt am Wörthersee                                               | Austria                                                                | 1 – 1                                                                  | Uruguay                                                                | Amichevole                                                             | -                                                                      |                                                                        |
| 4-6-2014                                                               | Montevideo                                                             | Uruguay                                                                | 2 – 0                                                                  | Slovenia                                                               | Amichevole                                                             | -                                                                      | 46’                                                                    |
| 14-6-2014                                                              | Fortaleza                                                              | Uruguay                                                                | 1 – 3                                                                  | Costa Rica                                                             | Mondiali 2014 - 1º turno                                               | -                                                                      |                                                                        |
| 19-6-2014                                                              | San Paolo                                                              | Uruguay                                                                | 2 – 1                                                                  | Inghilterra                                                            | Mondiali 2014 - 1º turno                                               | -                                                                      | cap. 9’                                                                |
| 24-6-2014                                                              | Natal                                                                  | Italia                                                                 | 0 – 1                                                                  | Uruguay                                                                | Mondiali 2014 - 1º turno                                               | 1                                                                      | cap.                                                                   |
| 28-6-2014                                                              | Rio de Janeiro                                                         | Colombia                                                               | 2 – 0                                                                  | Uruguay                                                                | Mondiali 2014 - Ottavi di finale                                       | -                                                                      | cap.                                                                   |
| 5-9-2014                                                               | Sapporo                                                                | Giappone                                                               | 0 – 2                                                                  | Uruguay                                                                | Amichevole                                                             | -                                                                      | cap.                                                                   |
| 8-9-2014                                                               | Goyang                                                                 | Corea del Sud                                                          | 0 – 1                                                                  | Uruguay                                                                | Amichevole                                                             | -                                                                      | cap.                                                                   |
| 13-10-2014                                                             | Mascate                                                                | Oman                                                                   | 0 – 3                                                                  | Uruguay                                                                | Amichevole                                                             | -                                                                      | cap.                                                                   |
| 13-11-2014                                                             | Montevideo                                                             | Uruguay                                                                | 3 – 3 (6 – 7 dtr)                                                      | Costa Rica                                                             | Amichevole                                                             | -                                                                      | cap.                                                                   |
| 19-11-2014                                                             | Santiago del Cile                                                      | Cile                                                                   | 1 – 2                                                                  | Uruguay                                                                | Amichevole                                                             | -                                                                      | cap.                                                                   |
| 28-3-2015                                                              | Agadir                                                                 | Marocco                                                                | 0 – 1                                                                  | Uruguay                                                                | Amichevole                                                             | -                                                                      | cap.                                                                   |
| 6-6-2015                                                               | Montevideo                                                             | Uruguay                                                                | 5 – 1                                                                  | Guatemala                                                              | Amichevole                                                             | -                                                                      | cap.                                                                   |
| 13-6-2015                                                              | Antofagasta                                                            | Uruguay                                                                | 1 – 0                                                                  | Giamaica                                                               | Coppa America 2015 - 1º turno                                          | -                                                                      | cap. 84’                                                               |
| 16-6-2015                                                              | La Serena                                                              | Argentina                                                              | 1 – 0                                                                  | Uruguay                                                                | Coppa America 2015 - 1º turno                                          | -                                                                      | cap. 65’                                                               |
| 24-6-2015                                                              | Santiago del Cile                                                      | Cile                                                                   | 1 – 0                                                                  | Uruguay                                                                | Coppa America 2015 - Quarti di finale                                  | -                                                                      | cap.                                                                   |
| 4-9-2015                                                               | Panama                                                                 | Panama                                                                 | 0 – 1                                                                  | Uruguay                                                                | Amichevole                                                             | -                                                                      | cap.                                                                   |
| 8-9-2015                                                               | San José                                                               | Costa Rica                                                             | 1 – 0                                                                  | Uruguay                                                                | Amichevole                                                             | -                                                                      | cap.                                                                   |
| 8-10-2015                                                              | La Paz                                                                 | Bolivia                                                                | 0 – 2                                                                  | Uruguay                                                                | Qual. Mondiali 2018                                                    | 1                                                                      | cap.                                                                   |
| 13-10-2015                                                             | Montevideo                                                             | Uruguay                                                                | 3 – 0                                                                  | Colombia                                                               | Qual. Mondiali 2018                                                    | 1                                                                      | cap.                                                                   |
| 12-11-2015                                                             | Quito                                                                  | Ecuador                                                                | 2 – 1                                                                  | Uruguay                                                                | Qual. Mondiali 2018                                                    | -                                                                      | cap. 86’                                                               |
| 18-11-2015                                                             | Montevideo                                                             | Uruguay                                                                | 3 – 0                                                                  | Cile                                                                   | Qual. Mondiali 2018                                                    | 1                                                                      | cap. 22’                                                               |
| 6-6-2016                                                               | Phoenix                                                                | Messico                                                                | 3 – 1                                                                  | Uruguay                                                                | Coppa America Centenario - 1º turno                                    | 1                                                                      | cap. 84’                                                               |
| 10-6-2016                                                              | Filadelfia                                                             | Uruguay                                                                | 0 – 1                                                                  | Venezuela                                                              | Coppa America Centenario - 1º turno                                    | -                                                                      | cap.                                                                   |
| 14-6-2016                                                              | Santa Clara                                                            | Uruguay                                                                | 3 – 0                                                                  | Giamaica                                                               | Coppa America Centenario - 1º turno                                    | -                                                                      | cap.                                                                   |
| 2-9-2016                                                               | Mendoza                                                                | Argentina                                                              | 1 – 0                                                                  | Uruguay                                                                | Qual. Mondiali 2018                                                    | -                                                                      | cap.                                                                   |
| 7-9-2016                                                               | Montevideo                                                             | Uruguay                                                                | 4 – 0                                                                  | Paraguay                                                               | Qual. Mondiali 2018                                                    | -                                                                      | cap.                                                                   |
| 7-10-2016                                                              | Montevideo                                                             | Uruguay                                                                | 3 – 0                                                                  | Venezuela                                                              | Qual. Mondiali 2018                                                    | -                                                                      | cap.                                                                   |
| 11-10-2016                                                             | Barranquilla                                                           | Colombia                                                               | 2 – 2                                                                  | Uruguay                                                                | Qual. Mondiali 2018                                                    | -                                                                      | cap.                                                                   |
| 11-11-2016                                                             | Montevideo                                                             | Uruguay                                                                | 2 – 1                                                                  | Ecuador                                                                | Qual. Mondiali 2018                                                    | -                                                                      | cap.                                                                   |
| 15-11-2016                                                             | Santiago del Cile                                                      | Cile                                                                   | 3 – 1                                                                  | Uruguay                                                                | Qual. Mondiali 2018                                                    | -                                                                      | cap.                                                                   |
| 24-3-2017                                                              | Montevideo                                                             | Uruguay                                                                | 1 – 4                                                                  | Brasile                                                                | Qual. Mondiali 2018                                                    | -                                                                      | cap.                                                                   |
| 29-3-2017                                                              | Lima                                                                   | Perù                                                                   | 2 – 1                                                                  | Uruguay                                                                | Qual. Mondiali 2018                                                    | -                                                                      | cap.                                                                   |
| 1-9-2017                                                               | Montevideo                                                             | Uruguay                                                                | 0 – 0                                                                  | Argentina                                                              | Qual. Mondiali 2018                                                    | -                                                                      | cap.                                                                   |
| 6-9-2017                                                               | Asunción                                                               | Paraguay                                                               | 1 – 2                                                                  | Uruguay                                                                | Qual. Mondiali 2018                                                    | -                                                                      | cap.                                                                   |
| 5-10-2017                                                              | San Cristóbal                                                          | Venezuela                                                              | 0 – 0                                                                  | Uruguay                                                                | Qual. Mondiali 2018                                                    | -                                                                      | cap.                                                                   |
| 11-10-2017                                                             | Montevideo                                                             | Uruguay                                                                | 4 – 2                                                                  | Bolivia                                                                | Qual. Mondiali 2018                                                    | -                                                                      | cap.                                                                   |
| 14-11-2017                                                             | Vienna                                                                 | Austria                                                                | 2 – 1                                                                  | Uruguay                                                                | Amichevole                                                             | -                                                                      | cap.                                                                   |
| 23-3-2018                                                              | Nanning                                                                | Uruguay                                                                | 2 – 0                                                                  | Rep. Ceca                                                              | Amichevole                                                             | -                                                                      | cap.                                                                   |
| 26-3-2018                                                              | Nanning                                                                | Uruguay                                                                | 1 – 0                                                                  | Galles                                                                 | Amichevole                                                             | -                                                                      | cap.                                                                   |
| 8-6-2018                                                               | Montevideo                                                             | Uruguay                                                                | 3 – 0                                                                  | Uzbekistan                                                             | Amichevole                                                             | -                                                                      | cap.                                                                   |
| 15-6-2018                                                              | Ekaterinburg                                                           | Egitto                                                                 | 0 – 1                                                                  | Uruguay                                                                | Mondiali 2018 - 1º turno                                               | -                                                                      | cap.                                                                   |
| 20-6-2018                                                              | Rostov sul Don                                                         | Uruguay                                                                | 1 – 0                                                                  | Arabia Saudita                                                         | Mondiali 2018 - 1º turno                                               | -                                                                      | cap.                                                                   |
| 25-6-2018                                                              | Samara                                                                 | Uruguay                                                                | 3 – 0                                                                  | Russia                                                                 | Mondiali 2018 - 1º turno                                               | -                                                                      | cap.                                                                   |
| 30-6-2018                                                              | Soči                                                                   | Uruguay                                                                | 2 – 1                                                                  | Portogallo                                                             | Mondiali 2018 - Ottavi di finale                                       | -                                                                      | cap.                                                                   |
| 6-7-2018                                                               | Nižnij Novgorod                                                        | Uruguay                                                                | 0 – 2                                                                  | Francia                                                                | Mondiali 2018 - Quarti di finale                                       | -                                                                      | cap.                                                                   |
| 7-9-2018                                                               | Los Angeles                                                            | Messico                                                                | 1 – 4                                                                  | Uruguay                                                                | Amichevole                                                             | -                                                                      | cap.                                                                   |
| 12-10-2018                                                             | Seul                                                                   | Corea del Sud                                                          | 2 – 1                                                                  | Uruguay                                                                | Amichevole                                                             | -                                                                      | cap.                                                                   |
| 16-10-2018                                                             | Saitama                                                                | Giappone                                                               | 4 – 3                                                                  | Uruguay                                                                | Amichevole                                                             | -                                                                      | cap.                                                                   |
| 22-3-2019                                                              | Nanning                                                                | Uzbekistan                                                             | 0 – 3                                                                  | Uruguay                                                                | Amichevole                                                             | -                                                                      | cap. 63’                                                               |
| 25-3-2019                                                              | Nanning                                                                | Thailandia                                                             | 0 – 4                                                                  | Uruguay                                                                | Amichevole                                                             | -                                                                      | cap. 70’                                                               |
| 7-6-2019                                                               | Montevideo                                                             | Uruguay                                                                | 3 – 0                                                                  | Panama                                                                 | Amichevole                                                             | -                                                                      | cap.                                                                   |
| 16-6-2019                                                              | Belo Horizonte                                                         | Uruguay                                                                | 4 – 0                                                                  | Ecuador                                                                | Coppa America 2019 - 1º turno                                          | -                                                                      | cap.                                                                   |
| 20-6-2019                                                              | Porto Alegre                                                           | Uruguay                                                                | 2 – 2                                                                  | Giappone                                                               | Coppa America 2019 - 1º turno                                          | -                                                                      | cap.                                                                   |
| 24-6-2019                                                              | Rio de Janeiro                                                         | Cile                                                                   | 0 – 1                                                                  | Uruguay                                                                | Coppa America 2019 - 1º turno                                          | -                                                                      | cap.                                                                   |
| 29-6-2019                                                              | Salvador de Bahia                                                      | Uruguay                                                                | 0 – 0 (4 – 5 dtr)                                                      | Perù                                                                   | Coppa America 2019 - Quarti di finale                                  | -                                                                      | cap. 33’                                                               |
| 12-10-2019                                                             | Montevideo                                                             | Uruguay                                                                | 1 – 0                                                                  | Perù                                                                   | Amichevole                                                             | -                                                                      | cap.                                                                   |
| 15-10-2019                                                             | Lima                                                                   | Perù                                                                   | 1 – 1                                                                  | Uruguay                                                                | Amichevole                                                             | -                                                                      | cap.                                                                   |
| 15-11-2019                                                             | Budapest                                                               | Ungheria                                                               | 1 – 2                                                                  | Uruguay                                                                | Amichevole                                                             | -                                                                      | cap.                                                                   |
| 18-11-2019                                                             | Tel Aviv                                                               | Argentina                                                              | 2 – 2                                                                  | Uruguay                                                                | Amichevole                                                             | -                                                                      | cap. 52’                                                               |
| 8-10-2020                                                              | Montevideo                                                             | Uruguay                                                                | 2 – 1                                                                  | Cile                                                                   | Qual. Mondiali 2022                                                    | -                                                                      | cap.                                                                   |
| 13-10-2020                                                             | Quito                                                                  | Ecuador                                                                | 4 – 2                                                                  | Uruguay                                                                | Qual. Mondiali 2022                                                    | -                                                                      | cap.                                                                   |
| 13-11-2020                                                             | Barranquilla                                                           | Colombia                                                               | 0 – 3                                                                  | Uruguay                                                                | Qual. Mondiali 2022                                                    | -                                                                      | cap.                                                                   |
| 17-11-2020                                                             | Montevideo                                                             | Uruguay                                                                | 0 – 2                                                                  | Brasile                                                                | Qual. Mondiali 2022                                                    | -                                                                      | cap.                                                                   |
| 3-6-2021                                                               | Montevideo                                                             | Uruguay                                                                | 0 – 0                                                                  | Paraguay                                                               | Qual. Mondiali 2022                                                    | -                                                                      | cap.                                                                   |
| 8-6-2021                                                               | Caracas                                                                | Venezuela                                                              | 0 – 0                                                                  | Uruguay                                                                | Qual. Mondiali 2022                                                    | -                                                                      | cap.                                                                   |
| 18-6-2021                                                              | Brasilia                                                               | Argentina                                                              | 1 – 0                                                                  | Uruguay                                                                | Coppa America 2021 - 1º turno                                          | -                                                                      | cap.                                                                   |
| 21-6-2021                                                              | Cuiabá                                                                 | Uruguay                                                                | 1 – 1                                                                  | Cile                                                                   | Coppa America 2021 - 1º turno                                          | -                                                                      | cap.                                                                   |
| 24-6-2021                                                              | Cuiabá                                                                 | Bolivia                                                                | 0 – 2                                                                  | Uruguay                                                                | Coppa America 2021 - 1º turno                                          | -                                                                      | cap.                                                                   |
| 28-6-2021                                                              | Rio de Janeiro                                                         | Uruguay                                                                | 1 – 0                                                                  | Paraguay                                                               | Coppa America 2021 - 1º turno                                          | -                                                                      | cap. 46’                                                               |
| 4-7-2021                                                               | Brasilia                                                               | Uruguay                                                                | 0 – 0 dts (2 – 4 dtr)                                                  | Colombia                                                               | Coppa America 2021 - Quarti di finale                                  | -                                                                      | cap. 35’                                                               |
| 2-9-2021                                                               | Lima                                                                   | Perù                                                                   | 1 – 1                                                                  | Uruguay                                                                | Qual. Mondiali 2022                                                    | -                                                                      | cap. 80’                                                               |
| 5-9-2021                                                               | Montevideo                                                             | Uruguay                                                                | 4 – 2                                                                  | Bolivia                                                                | Qual. Mondiali 2022                                                    | -                                                                      | cap.                                                                   |
| 7-10-2021                                                              | Montevideo                                                             | Uruguay                                                                | 0 – 0                                                                  | Colombia                                                               | Qual. Mondiali 2022                                                    | -                                                                      | cap.                                                                   |
| 10-10-2021                                                             | Buenos Aires                                                           | Argentina                                                              | 3 – 0                                                                  | Uruguay                                                                | Qual. Mondiali 2022                                                    | -                                                                      | cap.                                                                   |
| 14-10-2021                                                             | Manaus                                                                 | Brasile                                                                | 4 – 1                                                                  | Uruguay                                                                | Qual. Mondiali 2022                                                    | -                                                                      | cap.                                                                   |
| 12-11-2021                                                             | Montevideo                                                             | Uruguay                                                                | 0 – 1                                                                  | Argentina                                                              | Qual. Mondiali 2022                                                    | -                                                                      | cap.                                                                   |
| 16-11-2021                                                             | La Paz                                                                 | Bolivia                                                                | 3 – 0                                                                  | Uruguay                                                                | Qual. Mondiali 2022                                                    | -                                                                      | cap.                                                                   |
| 27-1-2022                                                              | Asunción                                                               | Paraguay                                                               | 0 – 1                                                                  | Uruguay                                                                | Qual. Mondiali 2022                                                    | -                                                                      | cap. 83’                                                               |
| 1-2-2022                                                               | Montevideo                                                             | Uruguay                                                                | 4 – 1                                                                  | Venezuela                                                              | Qual. Mondiali 2022                                                    | -                                                                      | cap.                                                                   |
| 24-3-2022                                                              | Montevideo                                                             | Uruguay                                                                | 1 – 0                                                                  | Perù                                                                   | Qual. Mondiali 2022                                                    | -                                                                      | cap.                                                                   |
| 29-3-2022                                                              | Santiago del Cile                                                      | Cile                                                                   | 0 – 2                                                                  | Uruguay                                                                | Qual. Mondiali 2022                                                    | -                                                                      | cap.                                                                   |
| 2-6-2022                                                               | Glendale                                                               | Messico                                                                | 0 – 3                                                                  | Uruguay                                                                | Amichevole                                                             | -                                                                      | 73’                                                                    |
| 5-6-2022                                                               | Kansas City                                                            | Stati Uniti                                                            | 0 – 0                                                                  | Uruguay                                                                | Amichevole                                                             | -                                                                      | cap. 46’                                                               |
| 24-11-2022                                                             | Al Rayyan                                                              | Uruguay                                                                | 0 – 0                                                                  | Corea del Sud                                                          | Mondiali 2022 - 1º turno                                               | -                                                                      | cap.                                                                   |
| 28-11-2022                                                             | Lusail                                                                 | Portogallo                                                             | 2 – 0                                                                  | Uruguay                                                                | Mondiali 2022 - 1º turno                                               | -                                                                      | cap. 62’                                                               |
| Totale                                                                 |                                                                        | Presenze (1º posto)                                                    | 161                                                                    |                                                                        | Reti                                                                   | 8                                                                      |                                                                        |

## Palmarès

### Competizioni statali
- Campionato Mineiro: 1

Atlético Mineiro: 2022

### Competizioni nazionali
- Liguilla Pre-Libertadores de América: 1

Nacional: 2006-2007
- Coppa di Spagna: 1

Atlético Madrid: 2012-2013
- Campionato spagnolo: 1

Atlético Madrid: 2013-2014
- Supercoppa di Spagna: 1

Atlético Madrid: 2014
- Supercoppa del Brasile: 1

Atlético Mineiro: 2022
- Copa El País: 1

Porongos: 2024

### Competizioni internazionali
- Supercoppa UEFA: 3

Atlético Madrid: 2010, 2012, 2018
- UEFA Europa League: 2

Atlético Madrid: 2011-2012, 2017-2018

### Nazionale
- Coppa America: 1

Argentina 2011

### Individuale
- Squadra della stagione della UEFA Champions League: 3

2013-2014, 2015-2016, 2016-2017
- Squadra dell'anno UEFA: 1

2014
- Miglior difensore della Liga: 1

2015-2016
- Squadra della stagione della UEFA Europa League: 1

2017-2018
- Squadra maschile dell'anno IFFHS: 1

2018